# Gerlachovský štít
Gerlachovský štít é a montanha mais alta da Eslováquia. O seu nome significa Pico de Gerlachov (a localidade mais próxima) e é também o pico mais alto dos Montes Tatras, ficando situado no Parque Nacional Tatra, na região de Prešov. É a montanha mais alta ao longo dos 1500 km de comprimento dos Montes Cárpatos e também da parte norte e leste da Europa Central.
A altitude deste pico costuma estar indicada como de 2655 m, embora a sua altitude real seja 60 centímetros menor. A forma piramidal do maciço é coroada por um enorme circo glaciar. Apesar da sua altitude relativamente baixa quando comparada com as grandes montanhas do mundo, a sua proeminência topográfica de mais de 2000 metros em relação ao fundo do vale faz com que o pico pareça mais elevado. Tomada erradamente no passado como montanha média nos acidentados montes do Alto Tatras, desde então tem tido um importante e simbólico papel para os habitantes e governantes de diversas nações da Europa Central, até ao ponto de entre os séculos XIX e XX ter recebido quatro nomes distintos, com seis mudanças no total. Devido às mudanças políticas da região, em poucas décadas foi a montanha mais alta do Reino da Hungria, depois da Checoslováquia e hoje da Eslováquia.
O Gerlachovský štít partilha características geológicas e ecológicas com o resto do Alto Tatras, mas tem um ambiente que vale a pena estudar pelos biólogos por ser a zona mais alta de toda a Europa a norte do paralelo 50 N, aproximadamente. Durante o período do século XX, no qual as viagens eram restritas, este pico era especialmente valorizado pelos checos, eslovacos, alemães orientais, húngaros e polacos, já que era o lugar mais alto para escalar. Hoje tem grande atração turística, embora as autoridades tenham colocado algumas restrições ao seu acesso.